# إديث سيتول
السيدة اديث سيتول (بالإنجليزية: Edith Sitwell) (1887- 1964م). شاعرة وناقدة وكاتبة سيرة إنجليزية. صارت إحدى أكثر الشخصيات الأدبية المثيرة للجدل والخلاف في زمانها؛ نظرًا لغموض شعرها التجريبي وأسلوب حياتها الغريب الأطوار. وقد عُرفت بملابسها المدهشة اللافتة للنظر التي تشتمل على قبعتها المثيرة المذهلة، وثياب القرون الوسطى المتدلية المُسدلة مع قطع المجوهرات الضخمة.
هاجمت سيتْول ـ في مؤلفاتها المثيرة للجدل ـ المستوى المنخفض للذوق الذي شاهدته في المجتمع الإنجليزي. لقد انتقدت المواقف الاجتماعية للشعر، الذي يُركز على أنماط أو نماذج تُشدد على الضجيج والتخيلات. على سبيل المثال، استخدمت سيتْول في عادات الساحل البارد (1929م) الوزن الشعري أو إيقاع الموسيقى الإفريقية لعمل مقارنة بين القبائل الإفريقية والمجتمع في إنجلترا في عام 1920م. ولقد عبرت سيتول عن مشاعرها الدينية العميقة واستجابتها العاطفية المشبوبة نحو الرعب الذي أحدثته الحرب العالمية الثانية (1939- 1945م) في مجموعات مثل: أغاني الشارع (1942م)، كما كتبت سيتْول السيرة الذاتية للأسرة المالكة الإنجليزية والمؤلفين مع النقد الأدبي والموسيقي وكتابة القصة. وقد صدرت سيرتها الذاتية في عام 1965م بعد موتها بعنوان تولت الرعاية.
وُلدت السيدة إيدث سيتْول في سكاربوروج في أسرة أرستقراطية. وفي عام 1923م أحدثت ضجة بإصدارها للواجهة (1922م). وهي سلسلة متعاقبة لإحدى وعشرين قصيدة، وُضعَت كقصائد غنائية ووضع الموسيقى لها السير وليم والتون، وقد نُصِّبت سيدة رائدة ذات مكانة رفيعة في الإمبراطورية البريطانية عام 1954م.

## روابط خارجية
- إديث سيتول على موقع IMDb (الإنجليزية)
- إديث سيتول على موقع الموسوعة البريطانية (الإنجليزية)
- إديث سيتول على موقع ميوزك برينز (الإنجليزية)
- إديث سيتول على موقع إن إن دي بي (الإنجليزية)
- إديث سيتول على موقع ديسكوغز (الإنجليزية)